# آکادمیسین

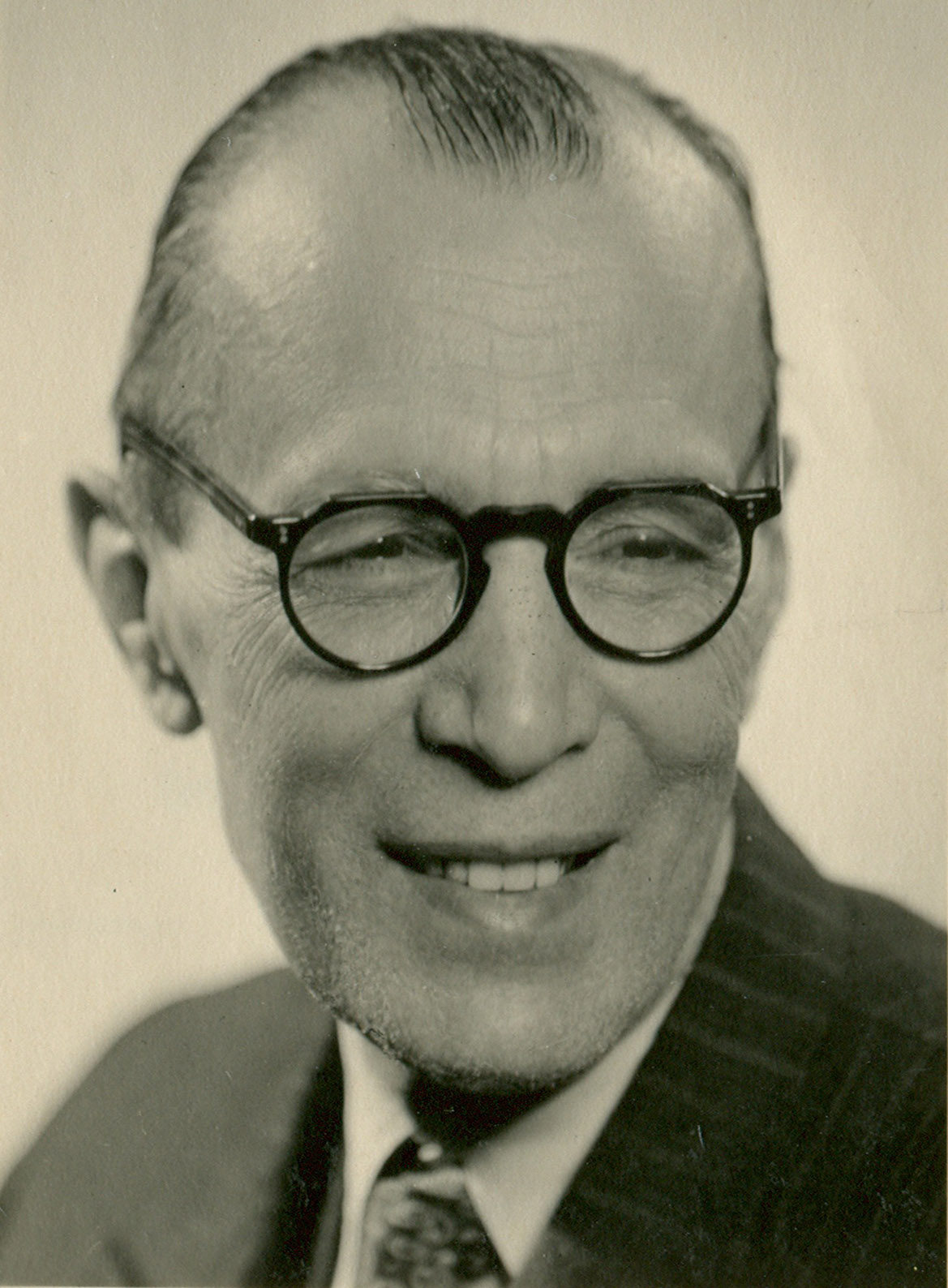
محمدتقی بهار (ملک‌الشّعرا) (۱۲۶۵–۱۳۳۰) از اعضای پیوستهٔ فرهنگستان ایران (فرهنگستان اول) بود.

آکادمیسین (به فرانسوی: académicien(ne)، به انگلیسی: academician) عنوانی است که نشان می‌دهد فردِ دارندهٔ آن، عضوِ مادام‌العمر و/یا تمام‌وقتِ یک فرهنگستان (آکادمی) هنری، علمی، یا ادبی است.
گرچه این عنوان معمولاً افتخاری است، گاهی، برای مثال در آکادمی علوم روسیه، با خود امتیازات واقعی، مسئولیت‌های اجرایی و اداری، یا تخصیص بودجه به همراه دارد.
«آکادمیک» واژهٔ منسوب به «آکادمی» است. این واژه، افزون بر معنای منسوب (با هویت دستوریِ صفت)، هم در معنای «آکادمیسین» (مثال: افراد آکادمیک) و هم در معنای عام «دانشگاهی» و «دارای شیوه، روش و اصول دانشگاهی» (مثال: نشریه‌های آکادمیک) نیز به کار می‌رود.

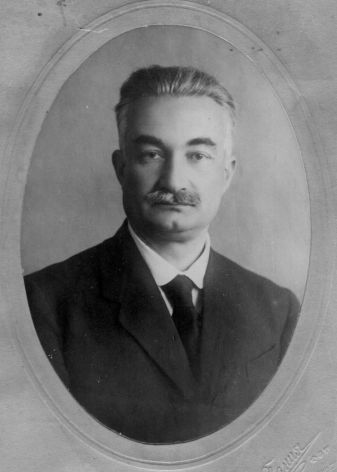
تصویر یک آکادمیسین (شاهزاده ایوانه جاواخیشویلی، تاریخ‌نگار و زبان‌شناس گرجی)